# Tranvía turístico

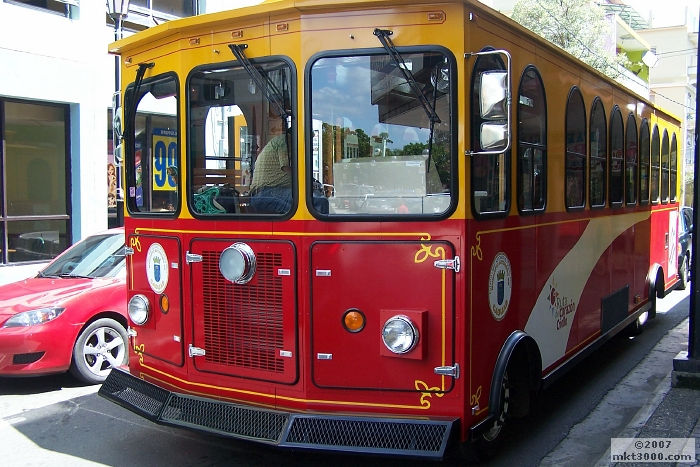
Tranvía turístico operado por el Municipio de Caguas en Puerto Rico.

Un tranvía turístico, trolley turístico (del inglés tourist trolley) o simplemente trolley, y también llamado un autobús turístico o un tranvía de compras, es en realidad un autobús construido para parecerse a un tranvía de estilo antiguo pero con ruedas de caucho (normalmente alimentados por diésel, a veces el gas natural comprimido).
El nombre trolley se refiere al uso de Inglés Americano de la palabra trolley para referirse a un tranvía eléctrico. Como estos vehículos no son en realidad tranvías, (sino minibuses disfrazados), y para evitar confusiones con los trolebuses, la American Public Transportation Association (APTA) se refiere a ellos como «buses trolley-réplica» (del inglés trolley-replica buses)

## Usos
Los tranvías turísticos son utilizados por los operadores municipales y privados. Operadores municipales pueden mezclar los tranvías de  turismo en la flota de servicio regular de autobuses para añadir más interés de los visitantes o atraer la atención sobre las nuevas rutas. En ciudades muchos tranvías turísticos  se utilizan como circuladores. Tranvías turísticos también se usan por operadores privados para llevar a los turistas a los destinos más populares.